# Землетрясение в Нью-Гэмпшире (2010)
Землетрясение магнитудой 3,2 произошло 26 сентября 2010 года в 03:28:11 (UTC) на восточном побережье США, в 2,5 км к юго-западу от города Кентербери (округ Мерримак, штат Нью-Гэмпшир). Гипоцентр землетрясения располагался на глубине 5,0 километров. Интенсивность землетрясения достигла V по шкале Меркалли.
Подземные толчки ощущались в населённых пунктах: Конкорд, Хилл. Сообщения о землетрясении поступали из населённых пунктов в регионе между городами: Антрим, Эппинг, Нью-Хэмптон и других населённых пунктов в южной и центральной областях штата Нью-Гэмпшир, северного Массачусетса, юго-западного Мэна и южного Вермонта. В результате землетрясения сообщений о жертвах и пострадавших не поступало.

## Тектонические условия региона
Жители Новой Англии и Лонг-Айленда переживали небольшие и иногда более крупные землетрясения с колониальных времён. Умеренно крупные землетрясения происходят в регионе каждые несколько десятилетий, а небольшие землетрясения ощущаются примерно два раза в год. В середине 1700-х годов в окрестностях Бостона трижды происходили землетрясения в течение 28 лет, а в Нью-Йорке землетрясения произошли в 1737 и 1884 годах. Крупнейшие землетрясения в Новой Англии произошли в 1638 году (магнитудой 6,5) в Нью-Гэмпшире и в 1755 году (магнитудой 5,8) в прибрежной полосе мыса Энн к северо-востоку от Бостона. Землетрясение на мысе Энн нанесло серьёзный ущерб бостонской набережной. Последнее землетрясение в Новой Англии, причинившее ущерб, произошло в 1940 году (магнитудой 5,6) в центральной части Нью-Гэмпшира.
Землетрясения в центральной и восточной части США, хотя и менее частые, чем в западной части США, обычно ощущаются на гораздо большей территории. Как правило, к востоку от Скалистых гор землетрясения ощущаются на площади, в десять раз превышающей землетрясения аналогичного масштаба на западном побережье. Землетрясение в восточной части США с магнитудой 4,0 обычно ощущается во многих местах на расстоянии до 100 км от эпицентра, и оно нередко наносит ущерб вблизи своего источника. Землетрясение магнитудой 5,5 в восточной части США обычно ощущается на расстоянии до 500 км от места его возникновения, и иногда наносит ущерб на расстоянии до 40 км.
Землетрясения происходят в пределах разломов горных пород, обычно на глубине нескольких километров, хотя некоторые землетрясения в Новой Англии происходят на меньших глубинах. Большая часть горных пород Новой Англии и Лонг-Айленда образовалась, когда континенты столкнулись, образовав суперконтинент 500-300 миллионов лет назад. Образовались северные Аппалачи. Остальная часть коренной породы сформировалась, когда суперконтинент разорвался на части 200 миллионов лет назад, с образованием нынешних очертаний северо-востока США, Атлантического океана и Европы.
На хорошо изученных границах тектонических плит, таких как система разломов Сан-Андреас в Калифорнии, часто ученые могут определить конкретный разлом, в пределах которого возникло землетрясение. В противоположность этому, к востоку от Скалистых гор это происходит редко. Новая Англия и Лонг-Айленд находятся далеко от ближайших границ плит, которые находятся в центре Атлантического океана и в Карибском море. В Новой Англии существуют известные крупные разломы, но многочисленные более мелкие или глубоко скрытые разломы остаются незамеченными. Однако, даже в известных разломах учёные с трудом могут установить точное местоположение очага для большинства глубинных землетрясений. Соответственно, мало землетрясений в Новой Англии могут быть связаны с конкретными разломами. Сейсмологи затрудняются с определением действующей активности разломов в этом регионе.